# Джордже Маковеску
Джордже Маковеску (рум. George Macovescu, *28 травня 1913, Жосень, Румунія — †20 березня 2002, Валенсія, Іспанія) — румунський державний діяч, дипломат і письменник.

## Біографія
Після війни, в 1945-1947, Маковеску був генеральним секретарем міністерства інформації Румунії. Потім, з 1947 по 1949 був тимчасовим повіреним у справах Румунії в Великій Британії. Після повернення в Бухарест очолював відділ в Міністерстві закордонних справ Румунії з 1949 по 1952. Потім працював генеральним директором кінематографії з 1955 по 1959.
У 1959-1961 він був посланником Румунії в США і членом делегації Румунії в Організації Об'єднаних Націй. У 1961 після повернення до Румунії, він був призначений заступником міністра закордонних справ, а в 1967 став першим заступником міністра. 18 жовтня 1972 призначений міністром закордонних справ СРР. Як заступник міністра, а потім міністр, був прихильником встановлення більш тісних відносин з Ізраїлем і намагався збільшити посередницьку роль Румунії в ізраїльсько-єгипетському конфлікті. Маковеску займав пост міністра до 1978.
У 1978-1982 був головою Спілки письменників Румунії.
Член ЦК Румунської Компартії (1969-1984). Депутат Великих національних зборів Румунії (1969-1985). Член виконавчого бюро Національної ради Фронту демократії і соціалістичної єдності (1974-1980).

## Твори
- Contradicţii în Imperiul Britanic, Бухарест, 1950;
- Viaţa şi opera lui Al. Sahia, Бухарест, 1950;
- Gheorghe Lazăr, Бухарест, 1954;
- Unele probleme ale reportajului literar, Бухарест, 1956;
- Oameni şi fapte, Бухарест, 1957;
- Introducere în ştiinţa literaturii, Бухарест, 1962;
- Vârstele timpului, Бухарест, 1971;
- Catargele înalte, Бухарест, 1972;
- Farmecul pământului. Jurnal la marginea dintre vis şi viaţă, Бухарест, 1977; перевидання (Parfumul amar al pelinului verde), Бухарест, 1982;
- Semnul dintre ochi, Бухарест, 1983;
- Undeva, cândva, Бухарест, 1985;
- Trecânde anotimpuri, Бухарест, 1988.